# V750 Геркулеса
V750 Геркулеса (лат. V750 Herculis) — одиночная переменная звезда в созвездии Геркулеса на расстоянии приблизительно 3118 световых лет (около 956 парсек) от Солнца. Фотографическая звёздная величина звезды — от +15,5m до +14,8m.
Открыта Николаем Ефимовичем Курочкиным в 1977 году*.

## Характеристики
V750 Геркулеса — жёлтая пульсирующая переменная звезда типа RR Лиры (RR) спектрального класса G. Эффективная температура — около 5639 K.